# Petrorossia deserticola
Petrorossia deserticola är en tvåvingeart som beskrevs av Zaitzev 1966. Petrorossia deserticola ingår i släktet Petrorossia och familjen svävflugor. Inga underarter finns listade i Catalogue of Life.